# Próba Valsalvy
Próba Valsalvy – jedna z metod oceny stanu ucha środkowego polegająca na badaniu drożności trąbki słuchowej. Nazwa manewru pochodzi od Antonia Marii Valsalvy. Próba Valsalvy może służyć do zatrzymania częstoskurczu nadkomorowego.
Podczas testu badany wydmuchuje powietrze z płuc do nosa przy zamkniętych ustach i uciśniętych skrzydełkach nosa. Szmer powietrza przechodzącego przez trąbkę słuchową jest wysłuchiwany tzw. nasłuchiwaczem.
Próbę Valsalvy można także wykonać, starając się wydmuchać powietrze z płuc przy zamkniętej głośni. W ten sposób powietrze nie jest wtłaczane przez trąbkę słuchową do ucha środkowego.
W stomatologii jest używana, aby sprawdzić, czy po ekstrakcji zęba szczęki, nie nastąpiło połączenie jamy ustnej z zatoką szczękową. Objawia się to charakterystycznym świstem bądź pojawieniem się bąbelków krwi w zębodole – przy czym tutaj stosuje się małą modyfikację, aby widzieć jamę ustną, tj. próbę wykonuje się przy otwartych ustach. Według najnowszej wiedzy jest to metoda niezalecana z powodu wysokiego ryzyka wystąpienia odmy.
Próba Valsalvy jest również wykorzystywana przez nurków i pasażerów samolotów w celu wyrównania ciśnienia w uchu środkowym. 